# Caserne Sidi Brahim
La caserne Sidi Brahim est une ancienne caserne de l'armée à Étain, dans le département français de la Meuse en région Grand Est, juste à la sortie de la route nationale 3  vers Metz.

## Historique
Le nom Sidi Brahim vient d'une tombe située dans l'ouest de l'Algérie, près de la frontière marocaine. Le 21 septembre 1845, un détachement d'hommes du 8e Chasseurs d'Orléans et quelques individus attachés ont combattu une force importante de tribus berbères vingt fois plus nombreuses près de cet endroit. Le combat dura trois jours, les Français luttant pour s'échapper. Finalement, seule une poignée d'entre eux a survécu. La bataille a donné son nom à leur chant de marche et plus tard à une organisation de vétérans français qui a vu le jour.
Une caserne portant le nom de Sidi Brahim était située à quelques blocs du centre d'Étain. Elle a reçu ce nom en l'honneur des Chasseurs à pied français qui y ont été stationnés en 1913 et 1914 jusqu'à peu de temps avant l'arrivée des Allemands. En 1916, le bataillon était commandé par l'un des grands héros de la bataille de Verdun, le lieutenant-colonel Driant. Lorsque l'attaque allemande a commencé, ils se trouvaient à Cavres près du fort de Douaumont et ont reçu le premier assaut. En quelques jours, l'unité a été anéantie et le commandant tué, mais ce retard a permis de sauver l'armée française. Leur nom est une légende en France.
La caserne a été reconstruite après la Première Guerre mondiale pour le 6e district militaire français et a servi à ce titre jusqu'au retour des Allemands en 1940. Les locaux ont été gravement endommagés lorsque la 3e armée américaine, dirigée par le général Patton, y a été bloquée pendant quelques mois en 1944, après avoir manqué de carburant à proximité. Ils ont été violemment attaqués par l'armée allemande qui battait en retraite et ont été immobilisés à Sidi Brahim et dans les environs jusqu'à la bataille des Ardennes trois mois plus tard.
Pendant un certain temps après la guerre, la base a abrité la 702e compagnie de matériel de l'armée française. En 1950, elle a été transférée à l'armée américaine et a été occupée par diverses petites unités au fur et à mesure que la guerre froide se développait. En 1957, la 55e compagnie de transport y a été transférée de Busac[Où ?] France pour transporter du carburéacteur et de l'essence vers différentes bases en France et en Allemagne. En 1961, elle a accueilli la 82e compagnie de transport lorsque deux compagnies du 97e bataillon du génie (construction) y ont été transférées au début de la crise du mur de Berlin. La base est restée aux mains des Américains jusqu'en 1967, date à laquelle elle est revenue sous contrôle français.
La caserne Sidi Brahim n'est plus une base militaire active et est utilisée comme zone industrielle civile.